# Сан Пиетро ин Винколи
„Сан Пиетро ин Винколи“ (на италиански: Basilica di San Pietro in Vincoli, букв.  Свети Петър в окови) е католическа църква в Рим, Италия, която се намира в близост до Колизеума.

## История
Базиликата е построена през V век и преустроена през ХV-ХVІ век.

## Интериор
В църквата се съхраняват като реликва веригите, с които е бил окован Св. Петър преди мъченичеството му, както и гробницата на папа Юлий II, елемент от която е известната скулптура на Микеланджело „Мойсей“.